# Karel Lamač

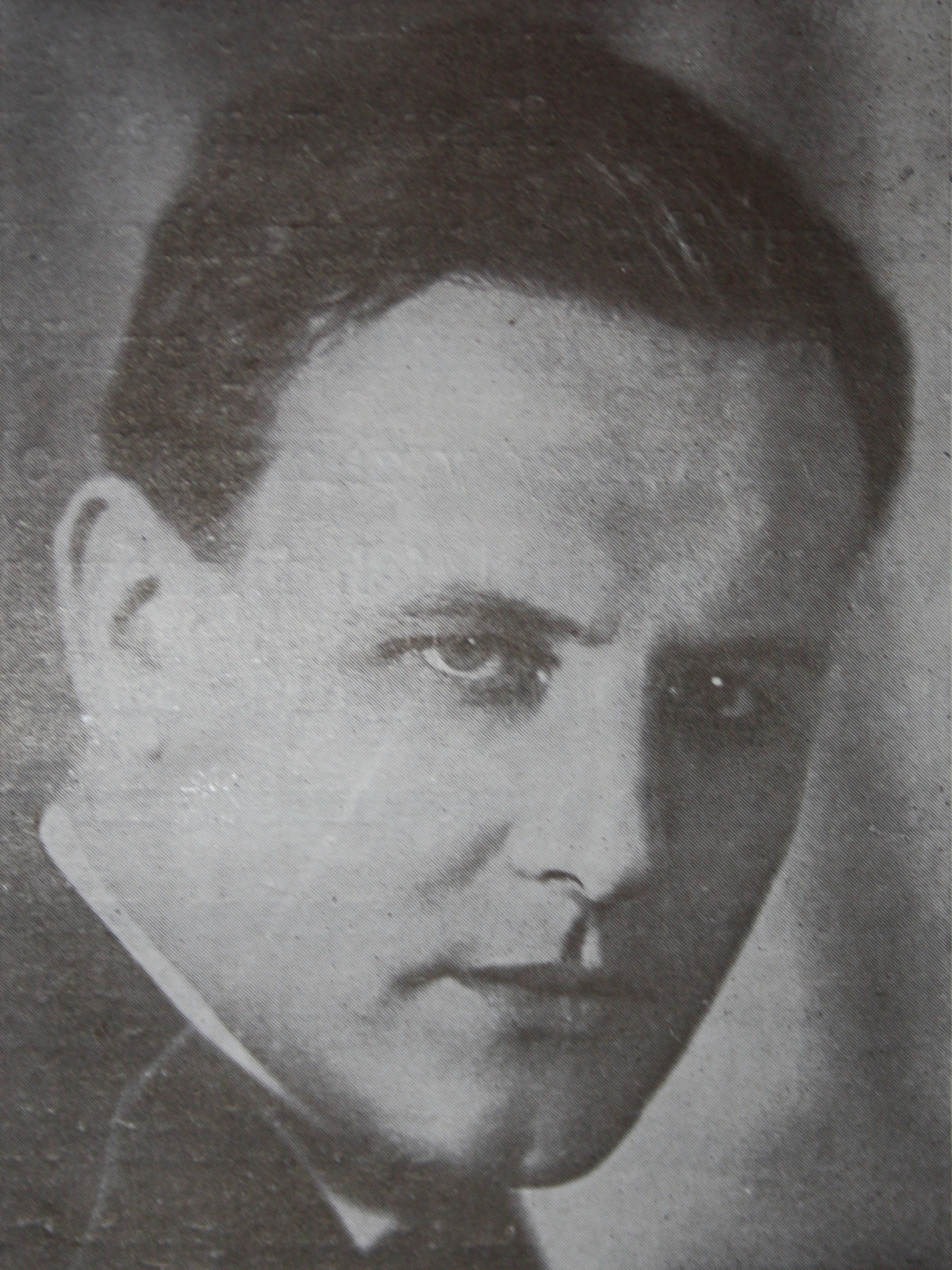
Karel Lamač

Karel Lamač [ˈkarɛl ˈlamatʃ] (* 27. Januar 1897 in Prag; † 2. August 1952 in Hamburg) war ein tschechischer Filmregisseur, Drehbuchautor und Schauspieler. In Filmtiteln ist sein Name häufig als Carl Lamac oder Karl Lamac angegeben.

## Leben
Als Sohn eines Apothekers studierte er Pharmazie und war Dirigent eines Studentenorchesters. Im Ersten Weltkrieg diente er als Frontkameramann. Ebenso wie sein Landsmann und Kollege Martin Frič begann Karel Lamač, im Jahr 1918, seine Filmlaufbahn als Darsteller. Seit 1919 führte er daneben auch Regie, war technischer Direktor einer Filmproduktionsgesellschaft und schrieb Drehbücher. In Akord smrti gab er 1919 neben Co-Regisseur Jan Stanislav Kolár sein Regiedebüt. 1920 stand er in Gilly zum ersten Mal in Prag (Gilly poprvé v Praze) erstmals mit Anna Ondráková (Anny Ondra) vor der Kamera. Seither spielte er in fast allen seiner Filme gemeinsam mit der in Prag aufgewachsenen Komödiendarstellerin, mit der Lamač eine Zeit lang auch verheiratet war, die Hauptrolle. 1921 gründeten die beiden die Kalos-Filmgesellschaft. Um 1924 kam als Kameramann Otto Heller dazu und 1926 der Drehbuchautor Václav Wasserman. Dieses erfolgreiche Team wurde bald als „Der starke Vierer“ bekannt. 1928 feierte Lamač unter der Regie von Martin Frič in Páter Vojtěch einen großen schauspielerischen Erfolg.
1930 gründeten Lamač und seine Freundin Ondra in Berlin gemeinsam eine neue Produktionsfirma, die Ondra-Lamač-Film GmbH, die meist musikalische Filmlustspiele in deutscher Sprache herstellte, vergleichbar den Wiener Musikkomödien, die zur selben Zeit erschienen. Ihre erste Produktion war die Militärkomödie Der falsche Feldmarschall, die 1931 erschien. Seine Filme erschienen häufig auch in anderssprachigen Versionen für die Märkte in der Tschechoslowakei und Frankreich. Otto Heller bleibt weiterhin Lamačs bevorzugter Kameramann, manchmal wird auch Václav Vich eingesetzt. Die seit den 1920er-Jahren bestehende Zusammenarbeit mit dem Drehbuchautor Václav Wasserman sowie Martin Frič als gelegentlichem Darsteller setzte sich auch in der Tonfilmzeit fort.
Nach dem nationalsozialistischen Regierungsantritt 1933 verschlechterten sich für Karel Lamač die Produktionsbedingungen. 1938 zog er sich aus Deutschland zurück und produzierte nur noch in der Tschechoslowakei, darunter einen seiner künstlerisch bedeutendsten Filme, Er stand an der Kasse (U pokladny stál, 1939). 1939 emigrierte er in die Niederlande, danach über Frankreich nach Großbritannien. Dort ließ er 1943 in der Satire Schweik's New Adventures den „guten Soldaten“ aus Prag über die Nazis siegen.  
1947 kehrte er erneut nach Frankreich zurück. 1952 führte er zum letzten Mal in einem deutschen Film Regie: Die Diebin von Bagdad, mit Sonja Ziemann und Rudolf Prack. Wenig später starb Karel Lamač nach schwerer Erkrankung von Leber und Nieren.
Seine Grabstelle auf dem Friedhof Ohlsdorf wurde aufgelöst.

## Filmografie (Auswahl)
- 1923: Der junge Medardus (nur Schauspieler)
- 1924: Helena (2 Teile)
- 1928: Evas Töchter
- 1928: Der erste Kuß
- 1928: Saxophon-Susi
- 1929: Sündenfall
- 1929: Sündig und süß
- 1929: Die Sünde einer schönen Frau
- 1929: Das Mädel mit der Peitsche
- 1930: Die Kaviarprinzessin
- 1930: Das Mädel aus USA
- 1930: Die vom Rummelplatz
- 1930: Eine Freundin so goldig wie du
- 1930: Der falsche Feldmarschall
- 1931: Er und seine Schwester
- 1931: Der Zinker
- 1931: Die Fledermaus
- 1932: Mamsell Nitouche
- 1932: Eine Nacht im Paradies
- 1932: Wehe, wenn er losgelassen
- 1932: Die grausame Freundin
- 1932: Der Hexer
- 1932: Kiki
- 1933: Die Tochter des Regiments
- 1933: Fräulein Hoffmanns Erzählungen
- 1933: Orchesterprobe
- 1933: Das verliebte Hotel
- 1934: Die vertauschte Braut
- 1934: Karneval und Liebe
- 1934: So ein Theater!
- 1934: Der verhexte Scheinwerfer
- 1934: Klein Dorrit
- 1934: Frasquita
- 1934: Der Fall Brenken
- 1934: Polenblut
- 1935: Knock out
- 1935: Großreinemachen
- 1935: Ich liebe alle Frauen
- 1935: Im weißen Rößl
- 1935: Der junge Graf
- 1936: Der Postillon von Lonjumeau
- 1936: Der schüchterne Casanova
- 1936: Flitterwochen
- 1936: Wo die Lerche singt
- 1936: Ein Mädel vom Ballett
- 1937: Der Hund von Baskerville
- 1937: Vor Liebe wird gewarnt
- 1937: Pat und Patachon im Paradies
- 1937: Peter im Schnee
- 1937: Der Scheidungsgrund
- 1937: Die Landstreicher
- 1937: Florentine
- 1938: Immer, wenn ich glücklich bin
- 1938: Frühlingsluft
- 1939: De spooktrein
- 1943: They Met in the Dark
- 1943: Schweik's New Adventures
- 1944: It Happened One Sunday
- 1947: La colère des dieux
- 1947: Une nuit à Tabarin
- 1952: Die Diebin von Bagdad